# Liste der Kriege und Schlachten in Estland
Die Liste der Kriege und Schlachten in Estland zeigt chronologisch ab ca. 1200 nach Christus die wichtigsten kriegerischen Auseinandersetzungen mit Kriegen, Schlachten und Gefechten auf dem Gebiet des heutigen Estlands oder unter maßgeblicher estnischer Beteiligung.

## Übersicht
| Zeitraum            | Zugehörigkeit                                                    | Bild                                               | UmfangOkk |
| ------------------- | ---------------------------------------------------------------- | -------------------------------------------------- | --- |
| Bis 13. Jahrhundert | Ostsee-Finnische Stämme                                          | Estland vor 1217                                   | Esten • Revala, Harja, Virumaa, Järva, Saaremaa, Läänemaa, Alempois, Nurmekund, Mõhu, Vaiga, Jogentagana, Sakala, Ugandi                                                                                        |
| 1207–1346           | Königreich Dänemark Livländische Konföderation                   | Terra Mariana 1260                                 | Königreich Dänemark • Herzogtum Estland (1219–1561) Deutscher Ordensstaat (Meistertum Livland) • Schwertbrüderorden (1202–1237), Livländischer Orden (ab 1237) • Bistum Dorpat (1224) • Bistum Ösel-Wiek (1228) |
| 1346–1561           | Livländische Konföderation                                       |                                                    | Deutscher Ordensstaat (Meistertum Livland) • Livländischer Orden • Herzogtum Estland (1219–1561) • Bistum Dorpat (1224) • Bistum Ösel-Wiek (1228)                                                               |
| 1561–1566/69        | Königreich Schweden Großfürstentum Litauen Königreich Dänemark   | Polen-Litauen 1619: Herzogtum Livland (dunkelgrau) | Königreich Schweden • Herzogtum Estland (1219–1721) Großfürstentum Litauen • Herzogtum Livland (1561–1569) Königreich Dänemark • Ösel (1561–1645)                                                               |
| 1569–1629           | Königreich Schweden Königreich Polen-Litauen Königreich Dänemark | Polen-Litauen 1619: Herzogtum Livland (dunkelgrau) | Königreich Schweden • Herzogtum Estland (1219–1721) Königreich Polen-Litauen • Herzogtum Livland (1561–1629) Königreich Dänemark • Ösel (1561–1645)                                                             |
| 1629–1645           | Königreich Schweden Königreich Dänemark                          |                                                    | Königreich Schweden • Schwedisch-Livland (1629–1721) Königreich Dänemark • Ösel (1561–1645) |
| 1645–1721           | Königreich Schweden                                              | Schwedisch-Livland                                 | Königreich Schweden • Schwedisch-Livland (1629–1721) |
| 1721–1917           | Russisches Kaiserreich                                           |                                                    | Russisches Kaiserreich • Gouvernement Estland (1721–1918) • Gouvernement Livland (1721–1918) |
| 1917–1918           | Sowjetrussland                                                   |                                                    | Sowjetrussland • Gouvernement Estland (1721–1918) • Gouvernement Livland (1721–1918) • Gemeinschaft der Arbeiter Estlands (1918–1919)                                                                           |
| 1918/20–1940        | Republik Estland                                                 | Republik Estland 1918–1940                         | Republik Estland 1918–1940 |
| 1940–1941           | Sowjetunion                                                      | Okkupation Estlands 1940                           | Sowjetunion • Estnische Sozialistische Sowjetrepublik 1940–1941 |
| 1941–1944           | Deutsche Besatzung                                               |                                                    | NS-Staat • Generalbezirk Estland 1941–1944 |
| 1944–1991           | Sowjetunion (völkerrechtlich: Republik Estland)                  | Gebietsverluste Estlands und Lettlands 1945        | Sowjetunion • Estnische Sozialistische Sowjetrepublik 1944–1991 |
| 1991–heute          | Republik Estland                                                 | Republik Estland 1991–heute                        | Republik Estland 1991–heute |

## 13. Jahrhundert
| Datum                                    | Schlachtname                             | Ort, Region, Staat (heute)               | Ergebnis |
| 1180–1290: Nordische/Baltische Kreuzzüge | 1180–1290: Nordische/Baltische Kreuzzüge | 1180–1290: Nordische/Baltische Kreuzzüge | 1180–1290: Nordische/Baltische Kreuzzüge |
| ---------------------------------------- | ---------------------------------------- | ---------------------------------------- | --- |
| 1203                                     | Seeschlacht bei Gotland (1203)           | Gotland, Gotlands län, Schweden          | Erzbistum Riga und Kreuzfahrer besiegen Esten |
| 1206, Sommer                             | Schlacht um Ösel (1206)                  | Saaremaa, Estland                        | Ösel–Esten besiegen Dänemark und Kreuzfahrer |
| 1210, Anfang                             | Schlacht bei Wenden (1210)               | Cēsis, Livland, Lettland                 | Schwertbrüderorden, Erzbistum Riga, Livländer und Lettgallen (Tālava) besiegen Esten (Ugandi)                                                                            |
| 1210, August/September                   | Schlacht bei Ümera (1210)                | Südlich Valmiera, Livland, Lettland      | Esten (Ugandi, Sakala und Sontagana) besiegen Schwertbrüderorden, Livländer (Turaida) und Lettgallen (Tālava)                                                            |
| 1211, Februar–März                       | Belagerung von Fellin (1211)             | Viljandi, Viljandimaa, Estland           | Schwertbrüderorden, Erzbistum Riga, Livländer (Turaida) und Lettgallen (Tālava) besiegen Esten (Sakala)                                                                  |
| 1211, Sommer                             | Schlacht bei Treiden (1211)              | Turaida, Livland, Lettland               | Schwertbrüderorden, Erzbistum Riga Livländer und Lettgallen (Tālava) besiegen Esten, Ösel–Esten und Revala                                                               |
| 1215, Anfang                             | Schlacht bei Lehola                      | Bei Olustvere, Viljandimaa, Estland      | Schwertbrüderorden, Erzbistum Riga und Livländer besiegen Esten (Sakala)                                                                                                 |
| 1215, Frühling                           | Schlacht bei Riga (1215)                 | Riga, Livland, Lettland                  | Schwertbrüderorden, Erzbistum Riga, Livländer und Lettgallen (Tālava) besiegen Esten und Ösel–Esten                                                                      |
| 1215, Sommer                             | Schlacht um Ösel (1215)                  | Saaremaa, Estland                        | Esten und Ösel–Esten besiegen Kreuzfahrer |
| 1217, Februar                            | Schlacht bei Odenpäh                     | Otepää, Valgamaa, Estland                | Nowgoroder und Pleskauer Russen sowie Esten (Ösel–Esten, Sakala, Harrien) besiegen Schwertbrüderorden, Erzbistum Riga, Livländer, Lettgallen (Tālava) und Esten (Ugandi) |
| 1217, 21. September                      | Schlacht am St. Matthäus-Tag             | Suure-Jaani, Viljandimaa, Estland        | Schwertbrüderorden, Erzbistum Riga, Livländer (Turaida) und Lettgallen (Tālava) besiegen Esten (Sakala, Wiek, Harrien, Jerwen, Revala und Wierland)                      |
| 1219, 15. Juni                           | Schlacht von Lyndanisse                  | Tallinn, Harrien, Estland                | Kgr. Dänemark und Rügener Wenden besiegt Esten (Revala und Harrien) |
| 1220, 8. August                          | Schlacht von Leal                        | Lihula, Pärnumaa, Estland                | Ösel–Esten und Esten (Wiek) besiegen Kgr. Schweden |
| 1221, April                              | Belagerung von Reval (1221)              | Tallinn, Harrien, Estland                | Kgr. Dänemark besiegt Ösel–Esten und Esten (Revala, Harrien und Wierland)                                                                                                |
| 1223, Februar–März                       | Belagerung von Reval (1223)              | Tallinn, Harrien, Estland                | Kgr. Dänemark besiegt Ösel–Esten und Esten (Wiek, Varbola, Jerwen und Wierland)                                                                                          |
| 1223, 1.–15. August                      | Belagerung von Fellin (1223)             | Viljandi, Viljandimaa, Estland           | Schwertbrüderorden, Erzbistum Riga, Livländer und Lettgallen besiegen Esten (Sakala), Nowgoroder und Pleskauer Russen                                                    |
| 1224, 15. August                         | Belagerung von Dorpat (1224)             | Tartu, Tartumaa, Estland                 | Schwertbrüderorden, Erzbistum Riga, Livländer und Lettgallen besiegen Esten (Ugandi, Sakala) und Nowgoroder Russen                                                       |
| 1227, 29. Januar–3. Februar              | Belagerung von Moon                      | Muhu, Saare maakond, Estland             | Schwertbrüderorden, Erzbistum Riga, Livländer, Lettgallen und bekehrte Esten besiegen Ösel–Esten und Esten (Muhu)                                                        |
| 1236, 22. September                      | Sonnenschlacht von Schaulen              | Šiauliai, Bezirk Schaulen, Litauen       | Samogiten, Litauer und Semgallen besiegen Schwertbrüderorden, Pleskauer Russen, Livländer, Lettgallen und Kgr. Dänemark                                                  |
| 1242, 5. April                           | Schlacht auf dem Peipussee               | Peipussee, Estland/Russland              | Nowgoroder und Pleskauer Russen sowie Großfürstentum Litauen besiegen Livländischen Orden, Bistum Dorpat und Kgr. Dänemark                                               |
| 1245                                     | Schlacht bei Wenden (1245)               | Cēsis, Livland, Lettland                 | Großfürstentum Litauen und Nalšia besiegen Livländischen Orden, Lettland–Wenden und Lettgallen                                                                           |
| 1257                                     | Schlacht von Memel (1257)                | Klaipėda, Bezirk Memel, Litauen          | Samogiten besiegen Livländischen Orden und Kuren |
| 1259                                     | Schlacht von Schoden                     | Luknė bei Skuodas, Bezirk Memel, Litauen | Samogiten besiegen Livländischen Orden und Kuren |
| 1260, 13. Juli                           | Schlacht an der Durbe                    | Durbe, Kurland, Lettland                 | Samogiten und Großfürstentum Litauen besiegen Livländischen Orden mit Kuren, Prussen, Kgr. Dänemark und Kgr. Schweden                                                    |
| 1262, 3. Februar                         | Schlacht bei Lennewarden                 | Lielvārde, Livland, Lettland             | Samogiten besiegen Livländischen Orden |
| 1263, Februar                            | Schlacht bei Dünamünde (1263)            | Daugavgrīva, Livland, Lettland           | Großfürstentum Litauen und Samogiten gegen Livländischen Orden |
| 1268, 18. Februar                        | Schlacht bei Wesenberg (1268)            | Rakvere, West-Wierland, Estland          | Nowgoroder und Pleskauer Russen besiegen Livländischen Orden, Bistum Dorpat, Bistum Ösel-Wiek und Kgr. Dänemark (Hzt. Estland)                                           |
| 1270, 16. Februar                        | Schlacht bei Karusen                     | Karuse, Pärnumaa, Estland                | Großfürstentum Litauen und Semgallen besiegen Livländischen Orden, Bistum Dorpat, Bistum Ösel-Wiek, und Kgr. Dänemark (Hzt. Estland)                                     |
| 1277                                     | Belagerung von Dünaburg (1277)           | Daugavpils, Lettgallen, Lettland         | Großfürstentum Litauen gegen Livländischen Orden |
| 1279, 5. März                            | Schlacht von Ascheraden (1279)           | Aizkraukle, Livland, Lettland            | Großfürstentum Litauen besiegt Livländischen Orden |
| 1287, 26. März                           | Schlacht an der Garoza                   | Bei Ozolnieki, Semgallen, Lettland       | Semgallen besiegt Livländischen Orden, Livländer, Lettgallen und Stadt Riga                                                                                              |
| 1298, 1. Juni                            | Schlacht bei Treiden (1298)              | Turaida, Livland, Lettland               | Großfürstentum Litauen und Stadt Riga besiegen Livländischen Orden |

## 14. Jahrhundert
| Datum                                             | Schlachtname                                      | Ort, Region, Staat (heute)                        | Ergebnis                                          |
| 1343–1345 Estnischer Volksaufstand gegen Dänemark | 1343–1345 Estnischer Volksaufstand gegen Dänemark | 1343–1345 Estnischer Volksaufstand gegen Dänemark | 1343–1345 Estnischer Volksaufstand gegen Dänemark |
| ------------------------------------------------- | ------------------------------------------------- | ------------------------------------------------- | ------------------------------------------------- |
| 1343, 23. April                                   | Aufstand in der Georgsnacht                       | Kreis Harju, Estland                              | Beginn des Aufstandes der Esten                   |
| 1343, 11. Mai                                     | Schlacht von Kanavere                             | Kanavere (Kreis Harju), Estland                   | Schwertbrüderorden besiegt Hzt. Estland           |
| 1343, 14. Mai                                     | Schlacht von Kimmole                              | Sõjamäe, (Tallinn), Estland                       | Schwertbrüderorden besiegt Hzt. Estland           |

## 15. Jahrhundert
| Datum                                   | Schlachtname                            | Ort, Region, Staat (heute)              | Ergebnis                                                                  |
| 1480–1481: Russisch-Livländischer Krieg | 1480–1481: Russisch-Livländischer Krieg | 1480–1481: Russisch-Livländischer Krieg | 1480–1481: Russisch-Livländischer Krieg                                   |
| --------------------------------------- | --------------------------------------- | --------------------------------------- | ------------------------------------------------------------------------- |
| 1481                                    | Belagerung von Karkus (1481)            | Karksi, Kreis Viljandi, Estland         | Großfürstentum Moskau und Rep. Pleskau besiegt Livländische Konföderation |
| 1481                                    | Belagerung von Tarwast (1481)           | Tarvastu, Kreis Viljandi, Estland       | Großfürstentum Moskau und Rep. Pleskau besiegt Livländische Konföderation |
| 1481, 1. März–                          | Belagerung von Fellin (1481)            | Viljandi, Viljandimaa, Estland          | Großfürstentum Moskau und Rep. Pleskau besiegt Livländische Konföderation |

## 16. Jahrhundert
| Datum                                                    | Schlachtname                            | Ort, Region, Staat (heute)              | Ergebnis                                                                             |
| 1500–1502: Russisch-Livländischer Krieg                  | 1500–1502: Russisch-Livländischer Krieg | 1500–1502: Russisch-Livländischer Krieg | 1500–1502: Russisch-Livländischer Krieg                                              |
| -------------------------------------------------------- | --------------------------------------- | --------------------------------------- | ------------------------------------------------------------------------------------ |
| 1501, 20. November                                       | Schlacht bei Helmet                     | Helme, Valga, Estland                   | Russisches Reich besiegt Livländische Konföderation                                  |
| 1558–1583: Livländischer Krieg (Erster Nordischer Krieg) |                                         |                                         |                                                                                      |
| 1558, 1. April – 11. Mai                                 | Belagerung von Narva (1558)             | Narva, Ost-Wierland, Estland            | Zarentum Russland besiegt Livländische Konföderation                                 |
| 1558, – 29. Juni                                         | Belagerung von Neuhausen                | Vastseliina, Võrumaa, Estland           | Zarentum Russland besiegt Livländische Konföderation                                 |
| 1558, 8. – 18. Juli                                      | Belagerung von Dorpat (1558)            | Tartu, Tartumaa, Estland                | Zarentum Russland besiegt Bistum Dorpat                                              |
| 1558, August                                             | Belagerung von Weißenstein (1558)       | Paide, Jerwen, Estland                  | Zarentum Russland besiegt Livländische Konföderation                                 |
| 1558, September – Oktober                                | Belagerung von Ringen                   | Rõngu, Tartumaa, Estland                | Livländische Konföderation besiegt Zarentum Russland                                 |
| 1559, 17. Januar                                         | Schlacht bei Tirsen                     | Tirza, Livland, Lettland                | Zarentum Russland besiegt Livländische Konföderation und Erzbistum Riga              |
| 1560, 2. August                                          | Schlacht bei Ermes                      | Ērģeme, Livland, Lettland               | Zarentum Russland besiegt Livländischen Orden, Kgr. Polen und Großfürstentum Litauen |
| 1560, – 20. August                                       | Belagerung von Fellin (1560)            | Viljandi, Viljandimaa, Estland          | Zarentum Russland besiegt Livländischen Orden                                        |
| 1570, 21. August – 30. März 1571                         | Belagerung von Reval (1570–1571)        | Tallinn, Harrien, Estland               | Kgr. Schweden besiegt Zarentum Russland                                              |
| 1572, 21. Dezember – 1. Januar 1573                      | Belagerung von Weißenstein (1572–1573)  | Paide, Jerwen, Estland                  | Zarentum Russland besiegt Kgr. Schweden                                              |
| 1573, 23. Januar                                         | Schlacht bei Lode                       | Bei Koluvere, Wiek, Estland             | Kgr. Schweden besiegt Zarentum Russland                                              |
| 1574, Januar – März                                      | Belagerung von Wesenberg (1574)         | Rakvere, West-Wierland, Estland         | Zarentum Russland besiegt Kgr. Schweden                                              |
| 1577, 27. Januar – 13. März                              | Belagerung von Reval (1577)             | Tallinn, Harrien, Estland               | Kgr. Schweden besiegt Zarentum Russland                                              |
| 1579, 14. September – Ende September                     | Belagerung von Narva (1579)             | Narva, Ost-Wierland, Estland            | Zarentum Russland besiegt Kgr. Schweden                                              |
| 1580, Oktober – Dezember                                 | Belagerung von Padis                    | Padise, Harrien, Estland                | Kgr. Schweden besiegt Zarentum Russland                                              |
| 1581, 18. August – 6. September                          | Belagerung von Narva (1581)             | Narva, Ost-Wierland, Estland            | Kgr. Schweden besiegt Zarentum Russland                                              |
| 1590–1595: Russisch-Schwedischer Krieg                   |                                         |                                         |                                                                                      |

## 17. Jahrhundert
| Datum | Schlachtname                             | Ort, Region, Staat (heute)               | Ergebnis                                 |
| 1600–1611: Polnischer–Schwedischer Krieg | 1600–1611: Polnischer–Schwedischer Krieg | 1600–1611: Polnischer–Schwedischer Krieg | 1600–1611: Polnischer–Schwedischer Krieg |
| --- | ---------------------------------------- | ---------------------------------------- | ---------------------------------------- |
| 1600, 29. Oktober | Schlacht bei Karkus                      | Karksi, Kreis Viljandi, Estland          | Polen-Litauen besiegt Schweden           |
| 1602, 25. März – 17. Mai | Belagerung von Fellin (1601)             | Viljandi, Viljandimaa, Estland           | Polen-Litauen besiegt Schweden           |
| 1602, 31. Mai – 30. September | Belagerung von Weißenstein (1602)        | Paide, Jerwen, Estland                   | Polen-Litauen besiegt Schweden           |
| 1602, 30. Juni | Schlacht von Reval (1602)                | Tallinn, Harrien, Estland                | Polen-Litauen besiegt Schweden           |
| 1603, 5. März | Schlacht von Wesenberg (1603)            | Rakvere, West-Wierland, Estland          | Polen-Litauen besiegt Schweden           |
| 1604, 25. September | Schlacht von Weißenstein (1604)          | Paide, Jerwen, Estland                   | Polen-Litauen besiegt Schweden           |
| 1609, 28. Februar – 2. März | Belagerung von Pernau (1609)             | Pärnu, Pärnumaa, Estland                 | Polen-Litauen besiegt Schweden           |
| 1617–1618: Polnischer–Schwedischer Krieg |                                          |                                          |                                          |
| 1617, 11. – 14. August | Belagerung von Pernau (1617)             | Pärnu, Pärnumaa, Estland                 | Schweden besiegt Polen-Litauen           |
| 1621–1625: Polnischer–Schwedischer Krieg |                                          |                                          |                                          |
| 1626–1629: Polnischer–Schwedischer Krieg |                                          |                                          |                                          |
| 1656–1658: Russisch-Schwedischer Krieg Zweiter Nordischer Krieg (Polnisch-Schwedischer Krieg 1655–1660) (→Schwedische Sintflut) und →Russisch-Polnischer Krieg 1654–1667 |                                          |                                          |                                          |
| 1656, 28. Juli – 13. Oktober | Belagerung von Dorpat (1656)             | Tartu, Tartumaa, Estland                 | Zarentum Russland besiegt Schweden       |
| 1657, Juli – August | Belagerung von Dorpat (1657)             | Tartu, Tartumaa, Estland                 | Zarentum Russland besiegt Schweden       |
| 1675–1679: Schonischer Krieg (Nordischer Krieg (1674–1679)) |                                          |                                          |                                          |

## 18./19. Jahrhundert
| Datum | Schlachtname                                                                                                   | Ort, Region, Staat (heute)                                                                                     | Ergebnis |
| 1700: Großer Nordischer Krieg (→Livländisch-Estnischer Kriegsschauplatz) und Sächsischer Livlandfeldzug (1700) | 1700: Großer Nordischer Krieg (→Livländisch-Estnischer Kriegsschauplatz) und Sächsischer Livlandfeldzug (1700) | 1700: Großer Nordischer Krieg (→Livländisch-Estnischer Kriegsschauplatz) und Sächsischer Livlandfeldzug (1700) | 1700: Großer Nordischer Krieg (→Livländisch-Estnischer Kriegsschauplatz) und Sächsischer Livlandfeldzug (1700) |
| --- | --- | --- | --- |
| 1700, 7. November                                                                                              | Gefecht bei Varja                                                                                              | Varja, Ost-Wierland, Estland                                                                                   | Schweden gegen Zarentum Russland                                                                               |
| 1700, 27. November                                                                                             | Gefecht am Pühhajoggi-Pass                                                                                     | Pühajõe, Ost-Wierland, Estland                                                                                 | Schweden besiegt Zarentum Russland                                                                             |
| 1700, 30. November                                                                                             | Schlacht bei Narva (1700)                                                                                      | Narva, Ost-Wierland, Estland                                                                                   | Schweden besiegt Zarentum Russland                                                                             |
| 1701, 15. September                                                                                            | Gefechte bei Rauge                                                                                             | Rappin, Põlvamaa, Neu-Casseritz und Rõuge, Võrumaa, Estland                                                    | Schweden besiegt Zarentum Russland                                                                             |
| 1701, 29. Dezember                                                                                             | Schlacht bei Erastfer                                                                                          | Erastvere, Põlvamaa, Estland                                                                                   | Zarentum Russland besiegt Schweden                                                                             |
| 1702, 29. Juli                                                                                                 | Schlacht bei Hummelshof                                                                                        | Hummuli, Valgamaa, Estland                                                                                     | Zarentum Russland besiegt Schweden                                                                             |
| 1704, 7. Mai                                                                                                   | Gefecht am Embach                                                                                              | Emajõgi (Fluss), Tartumaa, Estland                                                                             | Zarentum Russland besiegt Schweden                                                                             |
| 1704, 4. Juni – 13. Juli                                                                                       | Belagerung von Tartu (1704)                                                                                    | Tartu, Tartumaa, Estland                                                                                       | Zarentum Russland besiegt Schweden                                                                             |
| 1704, 26. Juni                                                                                                 | Schlacht bei Wesenberg (1704)                                                                                  | Rakvere, West-Wierland, Estland                                                                                | Zarentum Russland besiegt Schweden                                                                             |
| 1704, 27. Juni – 9. August                                                                                     | Belagerung von Narva (1704)                                                                                    | Narva, Ost-Wierland, Estland                                                                                   | Zarentum Russland besiegt Schweden                                                                             |
| 1708, 16. August                                                                                               | Gefecht bei Wesenberg (1708)                                                                                   | Rakvere, West-Wierland, Estland                                                                                | Zarentum Russland besiegt Schweden                                                                             |
| 1710, 22. Juli – 15. August                                                                                    | Belagerung von Pernau (1710)                                                                                   | Pärnu, Pärnumaa, Estland                                                                                       | Zarentum Russland besiegt Schweden                                                                             |
| 1710, 18. August – 30. September                                                                               | Belagerung von Reval (1710)                                                                                    | Tallinn, Harrien, Estland                                                                                      | Zarentum Russland besiegt Schweden                                                                             |
| 1719, 4. Juni                                                                                                  | Seegefecht bei Ösel                                                                                            | Saaremaa, Saare maakond, Estland                                                                               | Zarentum Russland besiegt Schweden                                                                             |

## 20. Jahrhundert
| Datum                                                                                                  | Schlachtname                                                                                           | Ort, Region, Staat (heute)                                                                             | Ergebnis                                                                                               |
| 1914–1918 – Erster Weltkrieg                                                                           | 1914–1918 – Erster Weltkrieg                                                                           | 1914–1918 – Erster Weltkrieg                                                                           | 1914–1918 – Erster Weltkrieg                                                                           |
| 1918–1920: Estnischer Freiheitskrieg und Lettischer Unabhängigkeitskrieg → auch Russischer Bürgerkrieg | 1918–1920: Estnischer Freiheitskrieg und Lettischer Unabhängigkeitskrieg → auch Russischer Bürgerkrieg | 1918–1920: Estnischer Freiheitskrieg und Lettischer Unabhängigkeitskrieg → auch Russischer Bürgerkrieg | 1918–1920: Estnischer Freiheitskrieg und Lettischer Unabhängigkeitskrieg → auch Russischer Bürgerkrieg |
| --- | --- | --- | --- |
| 1918, 28. November                                                                                     | Schlacht bei Narva (1918)                                                                              | Narva, Ost-Wierland, Estland                                                                           | Sowjetrussland besiegt Estland und Deutsches Kaiserreich                                               |
| 1918, 28. November                                                                                     | Gefecht bei Joala                                                                                      | Joala (Narva), Ost-Wierland, Estland                                                                   | Estland und Deutsches Kaiserreich besiegen Sowjetrussland                                              |
| 1918, 15. Dezember                                                                                     | Gefecht bei Rägavere                                                                                   | Rägavere, West-Wierland, Estland                                                                       | Sowjetrussland besiegt Estland                                                                         |
| 1918, 23. Dezember                                                                                     | Gefecht bei Punapargi                                                                                  | Tihemetsa, Pärnumaa, Estland                                                                           | Deutsches Kaiserreich besiegt Estland                                                                  |
| 1919, 3. Januar                                                                                        | Gefecht bei Wallküll                                                                                   | Valkla mõis, Harrien, Estland                                                                          | Sowjetrussland besiegt Estland                                                                         |
| 1919, 4. Januar                                                                                        | Gefecht bei Kedder                                                                                     | Kehra, Harrien, Estland                                                                                | Estland und Finnland besiegen Sowjetrussland                                                           |
| 1919, 9. Januar                                                                                        | Schlacht bei Taps                                                                                      | Tapa, West-Wierland, Estland                                                                           | Sowjetrussland besiegt Estland und Finnland                                                            |
| 1919, 13.–14. Januar                                                                                   | Gefecht bei Tartu (1919)                                                                               | Tartu, Tartumaa, Estland                                                                               | Estland und Finnland besiegen Sowjetrussland                                                           |
| 1919, 17.–19. Januar                                                                                   | Gefecht bei Utria                                                                                      | Udria, Ost-Wierland, Estland                                                                           | Estland und Finnland besiegen Sowjetrussland                                                           |
| 1919, 18. Januar                                                                                       | Gefecht bei Laagna                                                                                     | Laagna, Ost-Wierland, Estland                                                                          | Estland und Finnland besiegen Sowjetrussland                                                           |
| 1919, 18.–19. Januar                                                                                   | Erstes Gefecht bei Narva                                                                               | Narva, Ost-Wierland, Estland                                                                           | Estland und Finnland besiegen Sowjetrussland                                                           |
| 1919, 31. Januar                                                                                       | Schlacht von Paju                                                                                      | Gutshaus Paju bei Valga, Valgamaa, Estland                                                             | Estland und Finnland besiegen Sowjetrussland und Lettische Sowjetrepublik                              |
| 1919, 20.–23. März                                                                                     | Schlacht von Sänna                                                                                     | Sänna bis Suure–Ruuga, Võrumaa, Estland                                                                | Estland besiegt Sowjetrussland                                                                         |
| 1919, 19.–20. Juni                                                                                     | Schlacht bei Lemsal                                                                                    | Limbaži bis Straupe, Livland, Lettland                                                                 | Estland und Lettland besiegen Baltische Landeswehr und Eiserne Division (Deutsches Reich)              |
| 1919, 19.–23. Juni                                                                                     | Schlacht bei Wenden (1919)                                                                             | Cēsis, Livland, Lettland                                                                               | Estland und Lettland besiegen Baltische Landeswehr und Eiserne Division (Deutsches Reich)              |
| 1919, 13. Oktober–9. November                                                                          | Operation Krasnaja Gorka                                                                               | Ingermanland, Russland                                                                                 | Sowjetrussland besiegt Estland, Ingermanland und Vereinigtes Königreich                                |
| 1919, 11. November                                                                                     | Schlacht bei Riga (1919)                                                                               | Riga, Livland, Lettland                                                                                | Rep. Lettland, Estland und Vereinigtes Königreich besiegt Westrussische Befreiungsarmee                |
| 1919, 18.–30. November                                                                                 | Drittes Gefecht bei Narva                                                                              | Narva, Ost-Wierland, Estland                                                                           | Estland besiegt Sowjetrussland                                                                         |
| 1919, 18.–30. Dezember                                                                                 | Schlacht bei Krivasoo                                                                                  | Krivasoo, Ost-Wierland, Estland                                                                        | Estland besiegt Sowjetrussland                                                                         |
| 1919, 22. November                                                                                     | Schlacht bei Radwilischken                                                                             | Radviliškis, Bezirk Šiauliai, Litauen                                                                  | Rep. Lettland, Estland und Vereinigtes Königreich besiegen Westrussische Befreiungsarmee               |
| 1939–1945 – Zweiter Weltkrieg                                                                          | | | |
| 1940, Sommer                                                                                           | Okkupation Estlands 1940                                                                               | Estland                                                                                                | Gewaltsame Besetzung der Republik Estland durch die Sowjetunion                                        |
| 1944, 17.–22. September                                                                                | Unternehmen Aster                                                                                      | Estland                                                                                                | Sowjetunion besiegt Deutschland                                                                        |